# Wiking Svensson
Wiking Svensson, född 23 februari 1915 i Ölme i Värmland, död 1979, var en svensk konstnär.

## Biografi
Wiking Svensson studerade för André Lhôte, Othon Friesz, Edmond Mac Avoy och Fernand Legér i Paris där han bodde och verkade 1946-1956. Under Paristiden hade han bland annat utställningar på Musée des Art Moderne och Tessininstitutet. Han finns representerad på Tessininstitutet och på Musée de Pau i Frankrike. När Wiking Svensson återvände till Sverige bosatte han sig i Göteborg och en period i Dalsland. Han deltog i ett stort antal internationella utställningar, bland annat i San Francisco, Bryssel och vandringsutställning i Spanien 1964 och Biennalen i Antibes och i Oslo 1965.
Wiking Svensson finns representerad på Nationalmuseum och Moderna museet i Stockholm samt vid Göteborgs konstmuseum, Malmö museum, Norrköpings konstmuseum, Värmlands museum, Borås konstmuseum, Västerås stads konstsamlingar och Kiruna stads konstsamlingar.

## Konstnärskap
Under sin tid i Paris trevade han i olika riktningar innan han nådde fram till ett nonfigurativt måleri i mörka färger, där ljuset bryter fram i centrum och förtonar mot sidorna. Under 1960-talet övergick han till expressiva, deformerade figurer i tjockt uppmurad oljefärg.